# Xenocyon lycaonoides
Xenocyon lycaonoides (o Canis (Xenocyon) lycaonoides) es un cánido extinto del Pleistoceno de África y Europa. Vivió desde hace 1,8 Ma hasta hace 126.000 años, existiendo durante aproximadamente 1.674.000 años.

## Evolución
Existió desde el Pleistoceno temprano hasta el Pleistoceno medio en África y Eurasia. La diversidad de las especies del tamaño de un lobo disminuyó a finales del Pleistoceno temprano y en el Pleistoceno medio de Europa y Asia. Estos lobos incluyen los grandes hipercarnívoros Canis (Xenocyon) lycaonoides que era comparable en tamaño con las poblaciones del norte del lobo gris moderno (Canis lupus) y el pequeño lobo Mosbach (C. mosbachensis) que es comparable en tamaño al lobo indio moderno (C .l.pallipes). Ambos tipos de lobos se pueden encontrar desde Inglaterra y Grecia a través de Europa hasta las altas latitudes de Siberia hasta Transbaikalia, Tayikistán, Mongolia y China. Los verdaderos lobos grises no aparecieron hasta el final del Pleistoceno medio, hace 500-300 mil años.
Cazaban antílopes, ciervos, crías de elefantes, uros, babuinos, caballos salvajes y tal vez los seres humanos. Fue probablemente el ancestro del extinto cuón sardo (Cynotherium sardous) de la isla italiana de Cerdeña y la isla francesa de Córcega, de los perros jaros (Cuon alpinus) del sudeste de Asia, de los perros salvajes africanos (Lycaon pictus) en África y los extintos perros de la isla de Java (Megacyon merriami y Mececyon trinilensis).

## Taxonomía
La especie fue originalmente llamada Xenocyon lycaonoides (Kretzoi, 1938) pero luego fue reasignada como Canis (Xenocyon) lycanoides.
La asignación genérica de X. lycaonoides es objeto de controversia. Aunque generalmente se incluye dentro del subgénero Xenocyon (que a su vez forma parte del género Canis), algunas autoridades recientes como Martínez-Navarro y Rook han colocado a la especie dentro del género Lycaon (con los perros salvajes africanos, Lycaon pictus).